# 澤萊尼夫卡 (切爾尼戈夫州)
51°3′31″N 32°43′51″E / 51.05861°N 32.73083°E
澤萊尼夫卡（羅馬化：Zelenivka）是烏克蘭北部的村莊，隸屬切爾尼希夫州的尼任區。該村始建於1766年，面積0.98平方公里，海拔高度146米，2006年人口293，人口密度每平方公里297.8人。